# Konrad Albert Koch
Konrad Albert Koch (Conrad Albert Koch; * 14. März 1869 in Neuhaus (zu Schörzingen); † 22. April 1945 im Hilfskrankenhaus Oberer Riedhof bei Grimmelfingen) war ein deutscher Kunstmaler, Restaurator, Historiker, Burgenmaler und Burgenforscher.

## Herkunft und Leben

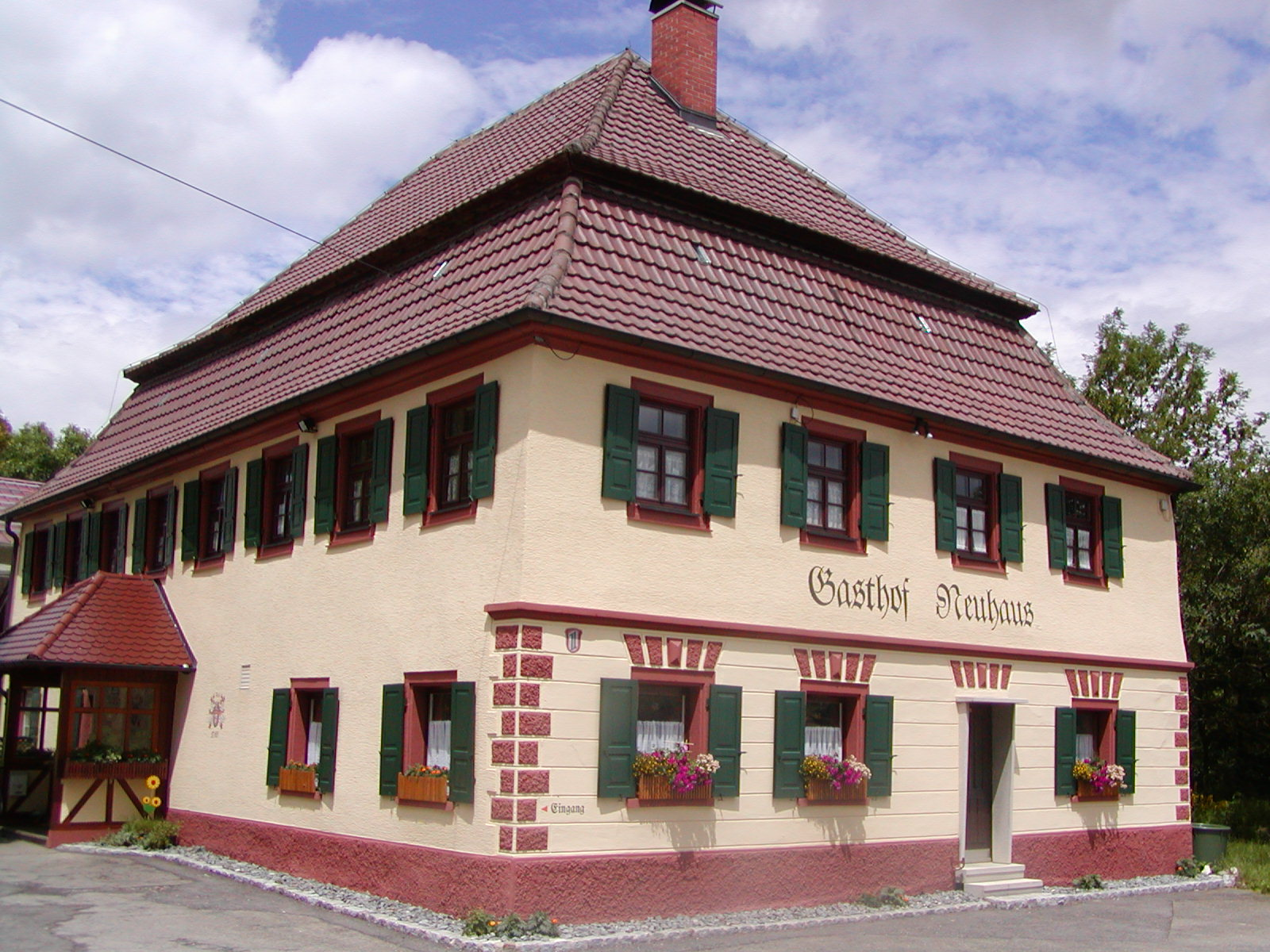
Das Elternhaus Konrad Albert Kochs, die Gaststätte Neuhaus in Schörzingen

Konrad Albert Koch war das zweite von zehn Kindern des Gastwirtsehepaars zum „Neuhaus“ bei Schörzingen zu Fuße des Oberhohenbergs Michael und Afra Koch geb. Schwarzwälder. Das Gasthaus liegt außerhalb des Dorfs in Einödlage, an der alten, Schweizer Straße genannten Fernstraße von Stuttgart in die Schweiz. Die Wirtschaft Neuhaus wurde 1786 neu errichtet unter Mansardwalmdach in Nachfolge der früheren Gasthauses und Herberge Zum wilden Mann. Heute befindet sich die Gaststätte in Besitz einer Großnichte Kochs, Gisela Koch. Der Vater Kochs hatte einen Bruder German, der Schultheiß von Schörzingen war.
Der Familienname „Koch“ war und ist in Schörzingen weit verbreitet: Bereits 1699 wird ein Hans Koch als Dorfvogt von Schörzingen genannt, und die Eingabe der Schörzinger Tagelöhner um Verteilung der Allmende von 1796 führt sechs verschiedene „Koch“ auf. Seine handwerkliche Ausbildung erhielt er bei einem Dekorationsmaler. Anschließend besuchte er 1889/90 den Kunstmalerkurs der Stuttgarter Kunstgewerbeschule, wo er sich bei einem Wettbewerb eine „Goldene Medaille“ verdiente.
Am 5. Oktober 1897 heiratete Koch in Ulm Wilhelmine Germann, geboren am 6. April 1865 in Schramberg, Tochter des Ulmer Professors Anton Germann und der Theresia Kapp. Am 6. März 1899 wurde in Stuttgart das einzige Kind des Ehepaares geboren, die Tochter Anna Maria. Zwischen 1902 und 1904 zog die Familie von Stuttgart nach Ulm. Die Ulmer Adressbücher von 1904 und 1906 nennen ihn als „Koch, Konrad, Zeichner“ in der Hahnengasse 4. Vor 1910 muss Koch nach Söflingen gezogen sein; die Adressbücher von 1910 bis 1925 führen „Koch, Konrad, Kunstmaler, Bei den Quellen 21“ als Hausbesitzer auf. Im September 1926 zog er nach Illertissen, 1926 nach Burlafingen. 1929 kaufte er das Haus Ochsengasse 44 in Söflingen. Am 8. Mai 1939 verkaufte Koch aus finanziellen Gründen sein Haus an die Familie Conrad und bewohnte von da an in Söflingen ein Zimmer in dem Haus Schlößlesgasse 12. 1944 wurde die Wohnung nach einem Bombenangriff unbewohnbar. Er verkaufte die unbeschädigten Werke. Im Hilfskrankenhaus Riedhof bei Grimmelfingen starb er nach kurzer Krankheit am 22. April 1945, seine Ehefrau Wilhelmine war bereits am 17. März 1921 gestorben. Das einzige Kind Anna Maria Koch heiratete am 12. Mai 1919 in Heidelberg den Buchdrucker Karl August Raab (evangelische Trauung); zuvor war am 25. Februar in Bamberg ihr Sohn namens Konrad Eberhard Raab geboren worden.

## Beruf und Ehrenamt
Koch arbeitete als Kirchenmaler und Restaurator. Weiterhin erhielt er Aufträge der Württembergischen Denkmalpflege im Rahmen der Denkmälerinventarisation, Nachgrabungen bei Burgen durchzuführen und Grundrisspläne derselben zu erstellen. Für das Inventarisationswerk „Die Kunst- und Altertums-Denkmale im Königreich Württemberg“, herausgegeben von Eduard von Paulus und Eugen Gradmann, und die entsprechenden Bände für Hohenzollern erstellte er auch anderweitige Grundrisse, wie zum Beispiel von ehemaligen Klöstern und mittelalterlichen Stadtanlagen.

## Mitgliedschaft in der Deutschen Burgenvereinigung e.V.
Die DBV hieß damals noch Vereinigung zur Erhaltung deutscher Burgen und Koch war von 1909 bis Ende 1922 deren Mitglied. Laut Karteikarte trat er im Juni 1924 dem Verein wieder bei. Wie lange seine zweite Mitgliedschaft gedauert hat, ist ungeklärt, im Mitgliederverzeichnis von 1929 wird sein Name nicht mehr gelistet. Während seiner Mitgliedschaft veröffentlichte Koch 32 Aufsätze im damaligen Vereinsorgan Der Burgwart.
Als Kunstmaler schmückte Koch mehrere Kirchen in Württemberg aus, wie zum Beispiel von 1906 bis 1912 die Barockkirche seiner Heimatgemeinde Schörzingen, die große Deckengemälde und den Kreuzgang von ihm besitzt.
Koch restaurierte auch die Wandgemälde in der St. Galluskapelle in Mühlheim an der Donau.
1932 malte Koch den Eingangsbereich und den Gastraum der elterlichen Gastwirtschaft „zum Neuhaus“ mit Rekonstruktionen der Burgen der Umgebung aus. Sowohl das Gasthaus wie auch diese Wandbilder stehen heute unter Denkmalschutz.
Insgesamt sollen sich rund 700 Zeichnungen von Burgen und Burgrekonstruktionen von seiner Hand an verstreuten Orten erhalten haben.
1906 gründete er zusammen mit dem Schulinspektor Pfarrer Nägele die Ortsgruppe „Schörzingen“ des „Schwäbischen Albvereins“. Von ihm angeregt legten die Mitglieder der Ortsgruppe Schörzingen von 1908 bis 1913 die oberhalb des Ortes liegende Burg Oberhohenberg frei. Nach eingehender Untersuchung und Dokumentation der Grundmauern wurde die Grabungsfläche wieder zugeschüttet. Dies war Kochs erstes Grabungsprojekt.

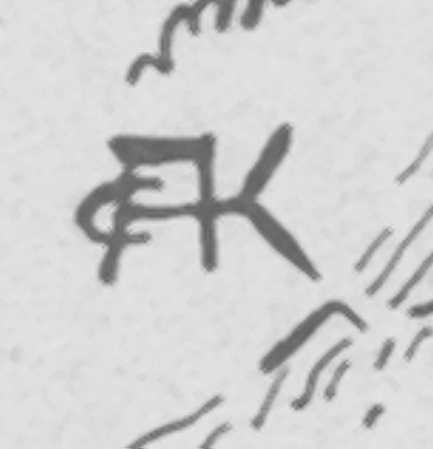
Frühe Signatur Kochs mit C.A.K.

Seine Bilder signierte er überwiegend mit „K. A. Koch“, manchmal auch „C. A. Koch“.

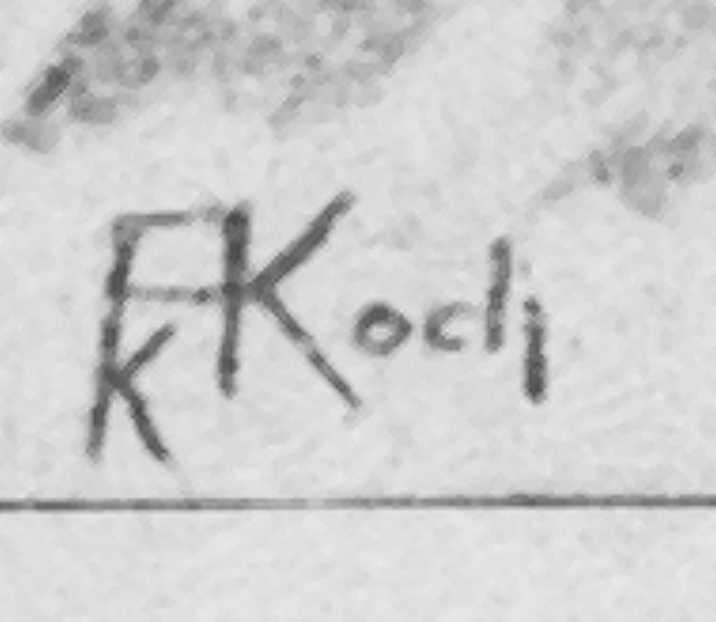
Signatur um 1903

### Burgengrabungen von und mit Konrad Albert Koch
- 1910: Burg Aistaig (Bogeneck)
- 1910: Burg Hohenschelklingen
- 1910–11: Schenkenburg
- 1911: Wasserburg bei Tuttlingen
- 1911: Burgruine Rotenzimmern
- 1913: Burgruinen Spitzenberg, Hunnenburg und Oberhohenberg
- 1914: Ruine Kocherburg
- 1916 Hossingen: Lehrer Bach von Hossingen legt mit seinen Schülern Grundmauern der Burg Hossingen frei. Konrad Albert Koch dokumentiert die Freilegungsarbeiten.[5]
- 1922, 18. Mai: Burgruine Helfenstein
- 1924, November: Burgstelle Müneck
- 1924–25: Burgstelle Eselsberg
- 1924–25: Burgruine Ehrenstein bei Ulm
- 1925, Herbst: Ruine Wartstein
- 1925, September: Straubenhardter Burgen; Schlossgrabung in Schwann und Waldenburg, Wildenstein bei Horgen an der Eschach
- 1926, Sommer: Grabung auf der Ruine Furtheim
- 1926: Schenkenburg bei Epfendorf
- 1927, Sommer: Alten-Tierberg
- 1927, Herbst: Brielburg (=Burg Altsteußlingen)
- 1929, 15. April: Ringingen
- 1930, Frühjahr: Stöffelburg bei Gönningen
- 1931, Sommer: Wildentierberg bei  Lautlingen
- Jahr: Hohenkarpfen
- Jahr: Neubulach

## Würdigung und Kritik
Kochs Leidenschaft bestand in der Burgenforschung: seine in den „Blättern des Schwäbischen Albvereins“ oder in der Zeitschrift „Aus dem Schwarzwald“ des württembergischen Schwarzwaldvereins zwischen 1905 und 1927 veröffentlichten Lagepläne und Schnitte stellen heute oft die einzige Dokumentation vieler Burgen der Region dar. Sie beruhen auf eigenen Grabungen, die er in Zusammenarbeit mit den lokalen Ortsgruppen der genannten Vereine selbst und abgestimmt mit dem Landeskonservator Eugen Gradmann durchführte. Es handelt sich um insgesamt 28 Grabungen (die Burg Oberhohenberg eingerechnet). Die Grabungen dokumentierte er mit den (mess)technischen Mitteln seiner Zeit und erstellte Rekonstruktionszeichnungen, die noch heute Verwendung finden.
Seine Burgenrekonstruktionen waren schon zu seinen Lebzeiten umstritten, da Koch teilweise fantasievolle Größenverhältnisse anwandte. Seine Vorgehensweise bei der Rekonstruktion der Mauerhöhen der Burg Hossingen in Meßstetten konnte nach einer hochpräzisen Vermessung mit Datenübertragung an ein 3D-CAD-Programm durch Burgenforscher Häring im Jahr 2008 unter Einsatz von ingenieurwissenschaftlichen Methoden mit geeichten Messgeräten überprüft werden. In Hossingen wurden Gesetze der Baustatik angewandt und aus den vorgefundenen Fundamentbreiten die einstigen Höhen bestimmt.
Der Vergleich der Zeichnung in den Albvereinsblättern von 1916 mit der an der Burgruine aushängenden Rekonstruktion von 2008 zeigt im Geländeprofil Abweichungen, welche mit der 1916 üblichen Messtechnik erklärt werden können. Alle weiteren Details in Hossingen stammen von erhaltenen Burgen aus der vermuteten Bauzeit und wurden frei gewählt. Seine Rekonstruktion der Burg Waldau bezeichnete das Landesdenkmalamt Baden-Württemberg 2003 als eine „sehr konjekturfreudige Rekonstruktion der baulichen Struktur“. Über seine Rekonstruktionszeichnung der Burg Altentierberg, die Koch ebenfalls vor Ort untersuchte, hieß es 1989: „Kochs Rekonstruktion der Burg in den Albvereinsblättern zeigt, wie alle seine Burgendarstellungen, eine viel zu großartige Anlage“. Ähnlich wurde über seine Rekonstruktion der Burg Granegg geurteilt.
Eine Aufarbeitung seines Werkes ist bis heute nicht erfolgt und hätte auch nur noch dokumentarischen Wert, da sie modernen Erfordernissen nicht mehr genügt. „Dennoch kommt der moderne Burgenforscher an den Arbeiten von Konrad Albert Koch nicht vorbei.“ 2020 wurde ein 20-minütiger Film über das Leben und das Werk Kochs veröffentlicht.

## Fotos von Konrad Albert Koch
Porträtfotos von Konrad Albert Koch finden sich abgedruckt in Stadt Schömberg (1985: 35), Schwäbischer Albverein, Ortsgruppe Schörzingen (2006: 17) (siehe unter „Literatur“) und auf der „Gedenktafel für Konrad Albert Koch an seinem Geburtshaus in Neuhaus“.

## Werke

### Publikationen
Koch veröffentlichte mehr als 60 Aufsätze in regionalen Zeitschriften und Zeitungen wie den Blätter(n) des Schwäbischen Albvereins, Aus dem Schwarzwald. Blätter des württembergischen Schwarzwaldvereins, dem Der Burgwart, den Ulmer historische Blätter(n), den Ulmische(n) Blätter(n), Hohenzollerische Heimat, Heydekopf etc. Abkürzungen: Jg. = Jahrgang; Bd. = Band; S. = Seite; Sp. = Spalte; Nr. = Nummer; OA = Oberamt; Kr. = Kreis; in den Blätter(n) des Schwäbischen Albvereins ab Jahrgang 48 (1936) Seitenzahlen, vorher Spalten.
- Blätter des Schwäbischen Albvereins. Stuttgart und Tübingen: Schwäbischer Albverein. 1.1889-51.1939; 1=55.1949-15=69.1963,1; 69.1963,2-. Sämtliche Ausgaben sind online verfügbar unter .
- Aus dem Schwarzwald: Blätter d. Württembergischen Schwarzwaldvereins. Stuttgart: Bonz Erben [in Komm.]. 1.1893,Juli/1894,Juni - 3.1895/96; 4.1896, Juli–Dez.; 5.1897 - 41.1933.
- Der Burgwart: Mitteilungsblatt der Deutschen Burgenvereinigung e. V. zum Schutze Historischer Wehrbauten, Schlösser und Wohnbauten. Marksburg ob Braubach: Vereinigung. 1.1899/1900-43.1942; 1955,Mai-1956,Dez.; 52.1957,1(Juni).
- Ulmer historische Blätter. Ulm: Süddeutsche Verlags-Anstalt. 1.1924/25,1(26.Sept.)-16(5.Dez.); 2.1926-3.1927; damit Erscheinen eingestellt.
- Ulmische Blätter für heimatliche Geschichte, Kunst und Denkmalpflege. Ulm: Ebner. 1.1924/25-3.1927; damit Erscheinen eingestellt.
- Die Ruine Pfannenstiel und Kallenberg. Blätter des Schwäbischen Albvereins Jg. 15 (1903), Sp. 351-354.
- Burgruine Klingenstein. Blätter des Schwäbischen Albvereins Jg. 17 (1905), Sp. 415-418.
- Die Burgruine Arnegg im Oberamt Blaubeuren. Blätter des Schwäbischen Albvereins Jg. 18 (1906), Sp. 175-182.
- Die Burgruine Honberg bei Tuttlingen. Blätter des Schwäbischen Albvereins Jg. 18 (1906), Sp. 331-333.
- Die Burgruine Arnegg im Oberamt Blaubeuren. Blätter des Schwäbischen Albvereins Jg. 18 (1906), Sp. 377-380.
- Burgruine Katzenstein Oberamt Neresheim. Blätter des Schwäbischen Albvereins Jg. 19 (1907), Sp. 35-36.
- Die Burgruine Arnegg im Oberamt Blaubeuren. Blätter des Schwäbischen Albvereins Jg. 19 (1907), Sp. 176-177.
- Die Schlösser Horn, Leinzell, Lindach bei Schwäbisch Gmünd. Blätter des Schwäbischen Albvereins Jg. 19 (1907), Sp. 177-182.
- Nachtrag zu einigen Burgen im Oberamt Blaubeuren. Blätter des Schwäbischen Albvereins Jg. 19 (1907), Sp. 175-178 (betrifft Klingenstein und Arnegg).
- Schloßruine Neidegg. Blätter des Schwäbischen Albvereins Jg. 19 (1907), Sp. 178.
- Burgruine Lichtenfels. Aus dem Schwarzwald: Blätter des württembergischen Schwarzwaldvereins Bd. 15 (1907), S. 32–33.
- Die Burgruine Fruneck. Aus dem Schwarzwald: Blätter des württembergischen Schwarzwaldvereins Bd. 15 (1907), S. 143.
- Drei Ruinen ob dem unteren Beeratal. Blätter des Schwäbischen Albvereins Jg. 20 (1908), Sp. 43-46.
- Sterneck. Aus dem Schwarzwald: Blätter des württembergischen Schwarzwaldvereins Bd. 18 (1910), S. 227.
- Schwäbische Burgen. 1. Lupfen, 2. Burg Astaig, 3. Dietfurt im Donautal, 4. Wasser-, Hohen- und Niederalfingen. Blätter des Schwäbischen Albvereins Jg. 22 (1910), Sp. 23-29 und 43-56, 94.
- Stadt und Schloß Mühlheim a. D. Aus Blätter des Schwäbischen Albvereins Bd. 22 (1910), Sp. 67-73.
- Nippenburg. Blätter des Schwäbischen Albvereins Bd. 22 (1910), Sp. 152-153.
- Schwarzwaldburgen. Aus dem Schwarzwald: Blätter des württembergischen Schwarzwaldvereins Bd. 18 (1910), S. 221–277. (betrifft Schenkenzell, Hausach, Alt-Wolfach, Stadtschloss Wolfach, Walkenstein und Sterneck)
- Burgruine Hofen bei Cannstatt. Blätter des Schwäbischen Albvereins Bd. 23 (1911), Sp. 87.
- Ruine Wasserburg und Luginsfeld bei Tuttlingen. Blätter des Schwäbischen Albvereins Bd. 23 (1911), Sp. 175-178.
- Burg Obernberg. Aus dem Schwarzwald: Blätter des württembergischen Schwarzwaldvereins Bd. 19 (1911), S. 81–82.
- Burg Waseneck ob Altoberndorf. Blätter des Schwäbischen Albvereins Bd. 23 (1911) Nr. 10, Sp. 336–340. (Teil des Aufsatzes von Franz Xaver Singer, Altes und Neues von Oberndorf. Blätter des Schwäbischen Albvereins Bd. 23 (1911) Nr. 10, Sp. 329–340.)
- Ruine Schenkenburg bei Epfendorf. Blätter des Schwäbischen Albvereins Bd. 23 (1911), Sp. 339-342.
- Urnburg bei Weitingen OA Horb und Burg „Stauffenberg“ bei Eutingen. Aus dem Schwarzwald: Blätter des württembergischen Schwarzwaldvereins Bd. 19 (1911), S. 236–237.
- Burg Neuneck. Aus dem Schwarzwald: Blätter des württembergischen Schwarzwaldvereins Bd. 20 (1912), S. 185–187.
- (zus. mit Julius Biberstein) Burg Rotenzimmern. Blätter des Schwäbischen Albvereins Jg. 24 (1912), Sp. 199-202.
- Burg Irslingen an der Schlichem, OA Oberndorf. Blätter des Schwäbischen Albvereins Jg. 25 (1913), Sp. 43-47.
- Schloß Lichteneck. Blätter des Schwäbischen Albvereins Jg. 25 (1913), Sp. 77-78.
- Burg Spitzenberg bei Kuchen. Blätter des Schwäbischen Albvereins Jg. 25 (1913), Sp. 373-375.
- Burgruine Lichtenfels. Aus dem Schwarzwald: Blätter des württembergischen Schwarzwaldvereins Bd. 21 (1913), S. 185–187.
- Burg Hohenberg. Blätter des Schwäbischen Albvereins 26 (1914), Sp. 279-283.
- Burg Sontheim. Blätter des Schwäbischen Albvereins Jg. 27 (1915), Sp. 63-64.
- Hohenwittlingen und Baldeck. Blätter des Schwäbischen Albvereins Jg. 27 (1915), Sp. 91-92.
- Burg Hoheneybach. Blätter des Schwäbischen Albvereins Jg. 27 (1915), Sp. 120-121.
- Oberhohenberg. Aus dem Schwarzwald: Blätter des württembergischen Schwarzwaldvereins Bd. 23 (1915), S. 97–101.
- Burgruine Reussenstein. Der Burgwart Bd. 16 (1915), S. 77–79.
- Burg Staufeneck bei Göppingen in Württemberg. Der Burgwart 16 (1915), S. 51–53.
- (zus. mit Kurt Kirschmer) Die Leimburg bei Auendorf, Kr. Göppingen. Blätter des Schwäbischen Albvereins Jg. 28 (1916), Sp. 9-14.
- Burgruine ob dem Burtel bei Hossingen. Blätter des Schwäbischen Albvereins Jg. 28 (1916), Sp. 47-49.
- Burg Hohenkarpfen. Blätter des Schwäbischen Albvereins Jg. 28 (1916), Sp. 61-64 (mit Ofenkachelbruchstücken).
- Burgruine Reichenstein. Blätter des Schwäbischen Albvereins Jg. 28 (1916), Sp. 106-107 (mit Ofenkachelbruchstücken).
- Burgruine Reußenstein. Blätter des Schwäbischen Albvereins Jg. 28 (1916), Sp. 137-140.
- Rechtenstein, Orts- und Burgbeschrieb. Geschichtliches von Kurt Weiß. Blätter des Schwäbischen Albvereins Jg. 28 (1916), Sp. 157-162.
- Urach, Stadtbefestigung. Blätter des Schwäbischen Albvereins Jg. 28 (1916), Sp. 221-224.
- Süddeutsche Burgen. 1. Ruine Klingenstein OA Blaubeuren. Der Burgwart 17 (1916), S. 151–153.
- Süddeutsche Burgen. 3. Ruine Arnegg OA Blaubeuren. Der Burgwart 17 (1916), S. 156–158.
- Der Sirgenstein – eine Ritterburg. Heimatgeschichtliches um Schelklingen. Zeitung unbekannt Jg. 1917.
- Die Entwicklung der mittelalterlichen Stadtbefestigung von Ulm. Der Burgwart 18 (1917), S. 18–19, 34-38.
- Erste Dürer’sche Befestigung der Stadt Ulm. Der Burgwart 19 (1918), S. 62–65.
- Ruine Scharfenberg bei Donzdorf, Kr. Göppingen. Blätter des Schwäbischen Albvereins Jg. 29 (1917), Sp. 3-6.
- Schelklingen mit der ehemaligen Stadtbefestigung und der einstigen Burg. Blätter des Schwäbischen Albvereins Jg. 29 (1917), Sp. 51-56.
- Das ehemalige untere Schloß in Eybach. Blätter des Schwäbischen Albvereins Jg. 29 (1917), Sp. 113-114.
- Stadtbefestigung Urach. Blätter des Schwäbischen Albvereins Jg. 29 (1917), Sp. 132-134.
- Burg und Feste Hohenurach. Blätter des Schwäbischen Albvereins Jg. 29 (1917), Sp. 132-134.
- Das ehemalige Schloss in Obertalfingen. Blätter des Schwäbischen Albvereins Jg. 29 (1917), Sp. 177.
- Hohenrechberg. Alte Bilder und Burgbeschrieb. Blätter des Schwäbischen Albvereins Jg. 30 (1918), Sp. 27-30.
- Schloß Ramsberg bei Donzdorf. Blätter des Schwäbischen Albvereins Jg. 30 (1918), Sp. 129-130.
- Kloster Urspring bei Schelklingen. Blätter des Schwäbischen Albvereins Jg. 30 (1918), Sp. 95-96.
- Die ehemalige Stadtbefestigung der Stadt Stuttgart. Aus dem Schwarzwald: Blätter des württembergischen Schwarzwaldvereins Bd. 26 (1918), S. 9–12.
- Beschreibung der ehemaligen Stadtbefestigung von Oberndorf. Aus dem Schwarzwald: Blätter des württembergischen Schwarzwaldvereins Bd. 27 (1919), S. 12–13.
- Die Schauenburg. Aus dem Schwarzwald. Blätter des württembergischen Schwarzwaldvereins Bd. 27 (1919), S. 57–59.
- Oberrothenstein im OA Rottweil. Aus dem Schwarzwald. Blätter des württembergischen Schwarzwaldvereins Bd. 28 (1920), S. 53–54.
- Burg Helfenstein. Blätter des Schwäbischen Albvereins Jg. 35 (1923), Sp. 1-6.
- Bauliche Entwicklung Ulms im Laufe des 14. Jhdt. Ulmische Blätter 1 (1924-25), S. 61.
- Kirche in Lehr. Ulmische Blätter 1 (1924-25), S. 67.
- Stadt und Schloß Weißenhorn. Nach einer Prachthandschrift des Hans Jakob Fugger in der Münchner Staatsbibliothek. Ulmische Blätter 1 (1924-25), S. 78.
- Die ehemalige Stadtbefestigung von Langenau. Ulmische Blätter 1 (1924-25), S. 85–86.
- Burgruine Waldeck bei Teinach. Aus dem Schwarzwald. Blätter des württembergischen Schwarzwaldvereins Bd. 33 (1925), S. 35–38.
- Burg Wildenstein an der Eschach. Aus dem Schwarzwald. Blätter des württembergischen Schwarzwaldvereins Bd. 33 (1925), S. 185–186.
- Burg Ehrenstein bei Ulm. Blätter des Schwäbischen Albvereins Jg. 37 (1925), Sp. 7-8.
- Burg Helfenstein. Blätter des Schwäbischen Albvereins Jg. 37 (1925), Sp. 8.
- Burg Eselsberg bei Ensingen, Kr. Vaihingen. Blätter des Schwäbischen Albvereins Jg. 37 (1925), Sp. 69-71.
- Der alte Lichtenstein und Greifenstein. Blätter des Schwäbischen Albvereins Jg. 37 (1925), Sp. 87-89.
- Burgruine Wartstein im Lautertal. Blätter des Schwäbischen Albvereins Jg. 38 (1926), Spalte 9-10.
- Burg Helfenstein ob Geislingen an der Steige. Ulmische Blätter 2 (1926), S. 5–7.
- Das ehemalige Schloss in Obertalfingen. Ulmische Blätter 2 (1926), S. 44–45.
- Das Deutsche Haus in Ulm. Ulmische Blätter 2 (1926), S. 51.
- Burg Helfenstein. Über die Ausgrabungen im Jahre 1922. Der Burgwart 27 (1926), S. 51–53.
- Burgenkundliche Beiträge zum OA Göppingen. Blätter des Schwäbischen Albvereins Jg. 43 (1931), Sp. 191-195.
- Albeck (Kr. Ulm) wie es war. Ulmische Blätter 3 (1926), S. 68–70.
- Dietenheim in alter Zeit. Ulmer historische Blätter 2 (1926), Nr. 4, S. 3–5.
- Einiges über die ehemalige Befestigung von Stadt und Burg Zavelstein mit Plänen und Ansichten. Aus dem Schwarzwald. Blätter des württembergischen Schwarzwaldvereins Bd. 34 (1926), S. 8–10.
- Die Straubenhardt-Burgen, 1. Die Burg Straubenhardt bei Dennach. Aus dem Schwarzwald. Blätter des württembergischen Schwarzwaldvereins Bd. 34 (1926), S. 33–34.
- Die Straubenhardt-Burgen, 2. Das ehemalige Schloß in Schwann. Aus dem Schwarzwald. Blätter des württembergischen Schwarzwaldvereins Bd. 34 (1926), S. 34–35.
- Die Straubenhardt-Burgen, 3. Die Waldenburg bei Neuenbürg. Aus dem Schwarzwald. Blätter des württembergischen Schwarzwaldvereins Bd. 34 (1926), S. 35–36.
- Neuenbürg. Aus dem Schwarzwald. Blätter des württembergischen Schwarzwaldvereins Bd. 34 (1926), S. 146–147.
- Schloß Justingen. Blätter des Schwäbischen Albvereins Jg. 39 (1927), Sp. 5-8.
- Burgruine Reußenstein. Blätter des Schwäbischen Albvereins Jg. 39 (1927), Sp. 311-314.
- Burgruine Wartstein. Der Burgwart 28 (1927), S. 67 u. 100.
- Die ehemalige Burg Klingenstein im Blautal. Ulmische Blätter 3 (1927), S. 86–87.
- Calw. Die einst befestigte Stadt Calw. Aus dem Schwarzwald. Blätter des württembergischen Schwarzwaldvereins Bd. 35 (1927), S. 129–132.
- Ausgrabungen auf der Burg Waldau. Der Burgwart 29 (1928), S. 47.
- Burg Altentierberg bei Lautlingen. Blätter des Schwäbischen Albvereins Jg. 40 (1928), Sp. 167–168.
- Erpfingen, Kr. Reutlingen. Blätter des Schwäbischen Albvereins Jg. 40 (1928), Sp. 304.
- Bad Liebenzell, Kr. Calw. Aus dem Schwarzwald. Blätter des württembergischen Schwarzwaldvereins Bd. 36 (1928), S. 34–36.
- Einiges über das ehemalige Zisterzienser-Mönchskloster Königsbronn. Heydekopf Jg. 3 (1928/30), S. 97–99.
- Die Stromburg. Heydekopf Jg. 3 (1928/30), S. 117–118.
- Ehemalige Wasserburg Aufhausen. Heydekopf Jg. 3 (1928/30), S. 139–140.
- Herwartstein bei Königsbronn. Heydekopf Jg. 3 (1928/30), S. 158–159.
- Burg Waldau bei Wetzgau (Gmünd). Blätter des Schwäbischen Albvereins Jg. 41 (1929), Sp. 133-134.
- Von der Ehinger Alb. 1. Altenberg bei Obermarchtal. 2. Die Brielburg. Blätter des Schwäbischen Albvereins Jg. 41 (1929), Sp. 168-171.
- Lossburg. Aus dem Schwarzwald. Blätter des württembergischen Schwarzwaldvereins Bd. 37 (1929), S. 70–72.
- Die Stöffelburg und Gönningen. Blätter des Schwäbischen Albvereins Jg. 43 (1931), Sp. 97-100.
- Die Burg Granegg dicht unter dem Kalten Feld. Blätter des Schwäbischen Albvereins Jg. 43 (1931), Sp. 241-242.
- Das Schlößlein Rudmersbach (Cr. Calw) im Pfinzgau. Aus dem Schwarzwald. Blätter des württembergischen Schwarzwaldvereins Bd. 39 (1931), S. 21–22.
- Burgruine und Städtchen Hoheneck, Ludwigsburg. Aus dem Schwarzwald: Blätter des württembergischen Schwarzwaldvereins Bd. 39 (1931), S. 50–51.
- Burg Gechingen bei Calw. Aus dem Schwarzwald. Blätter des württembergischen Schwarzwaldvereins Bd. 39 (1931), S. 129–130.
- Burgen und Kirchen in Mühlhausen a.N. Aus dem Schwarzwald. Blätter des württembergischen Schwarzwaldvereins Bd. 40 (1932), S. 18–20.
- Die ehemalige Stadtbefestigung von Sulz. Aus dem Schwarzwald. Blätter des württembergischen Schwarzwaldvereins Bd. 40 (1932), S. 69–70.
- Wie die Burg Albeck bei Sulz a.N. aussah. Aus dem Schwarzwald. Blätter des württembergischen Schwarzwaldvereins Bd. 40 (1932), S. 72–73.
- Burg Wildentierberg. Blätter des Schwäbischen Albvereins Jg. 44 (1932), Sp. 16-17.
- Ruine Schilteck, Kr. Rottweil. Aus dem Schwarzwald. Blätter des württembergischen Schwarzwaldvereins Bd. 41 (1933), S. 149–150.
- Die Teck. Unsere Heimat Bd. 15 (1936), S. 130–132.
- Ringinger Grabungsberichte des Burgenforschers 1929. Hohenzollerische Heimat Bd. 17 (1967), S. 44–45.

### Burgenzeichnungen

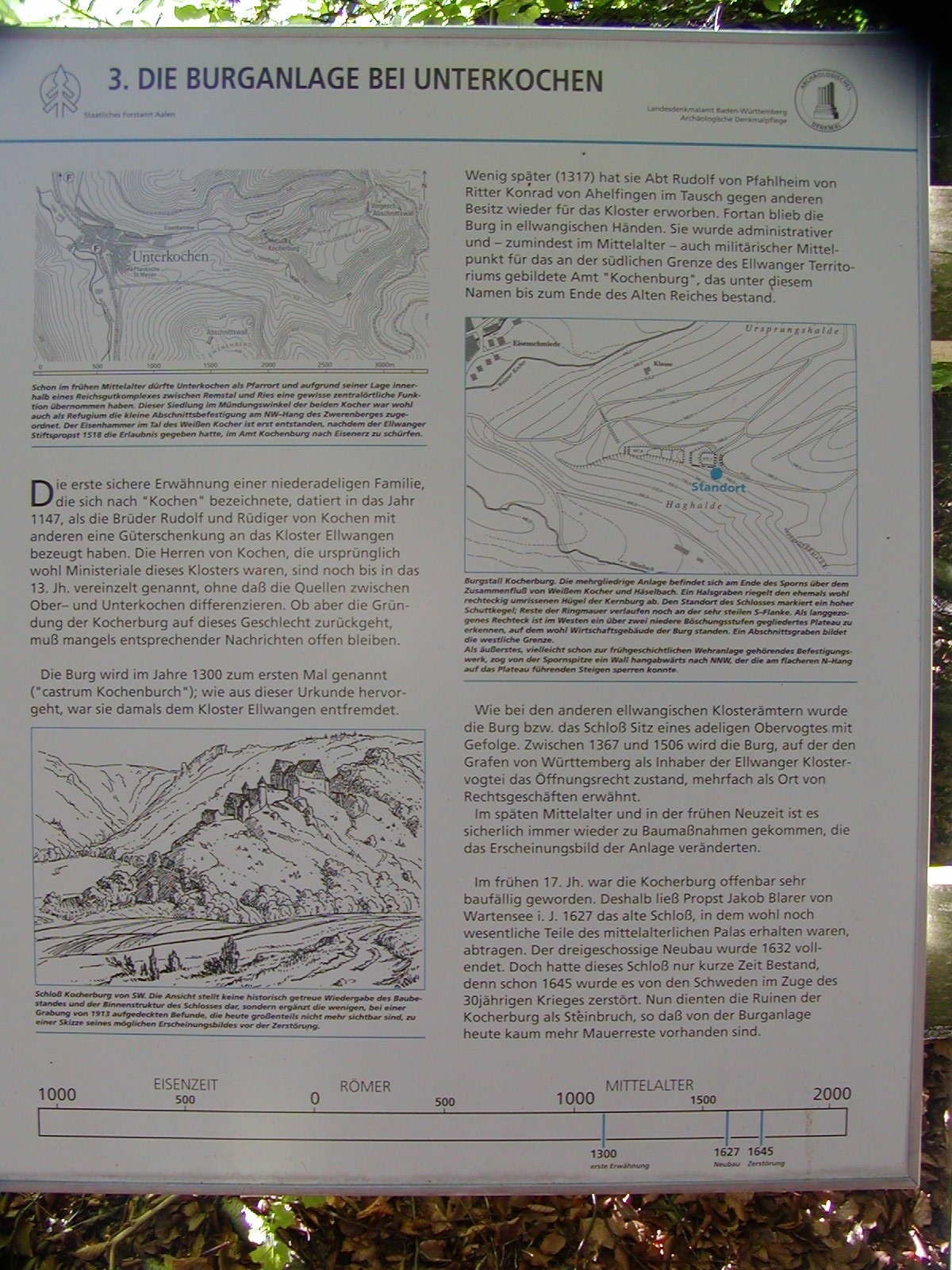
Infotafel des Denkmalamtes bei der Kocherburg

Koch verfertigte etwa 700 Burgenzeichnungen für die Inventarbände der württembergischen Denkmalpflege, auf Postkarten, und als Einzeldarstellungen, welche an verschiedensten Orten publiziert wurden oder auch bis heute unveröffentlicht sind. Bislang bekannte Zeichnungen, soweit sie nicht als Teil seiner Aufsätze erschienen, sind nachfolgend aufgelistet:
- Blaubeuren im 17. Jhdt. – Blaubeuren in der Neuzeit, Postkarte um 1900, signiert „K AKoch“. Serie „K. A. Kochs historische Ansichten“.
- Burg Oberhohenberg. Postkarte von 1930. Abdruck in Stadt Schömberg 1985: 39.
- Burg Hohenschelklingen, Grundriss, signiert, um 1900. In: Eduard von Paulus und Eugen Gradmann (Hrsg.): Die Kunst- und Altertums-Denkmale im Königreich Württemberg. Inventar. Donaukreis. Bd. 1. Oberämter Biberach, Blaubeuren, Ehingen, Geislingen. Eßlingen a.N.: Paul Neff Verlag (Max Schreiber) 1914, S. 434 (ganzer Bd.) u. S. 113 (OA Blaubeuren).
- Burg Hohenschelklingen, Rekonstruktion, Ansicht von Westen, signiert. In: Liederkranz Schelklingen, Hrsg. (1927), Festbuch zum II. Liederfest des Donau-Bussengaues in Schelklingen am 16. Mai 1926 und zum 100-jährigen Jubiläum des Liederkranzes Schelklingen 1826–1926. Ulm: Süddeutsche Verlagsanstalt, S. 15.
- Burg Hohenschelklingen, Rekonstruktion, Ansicht von Westen, signiert. In: Heinrich Günter, Geschichte der Stadt Schelklingen bis 1806. Stuttgart und Berlin: W. Kohlhammer, 1939, nach S. 16.
- Burg Hohenzollern, Burg Habsburg und Burg Hohenberg, Postkarte von 1915.
- Burg und Schloß Neusteußlingen, Grundriss, vor 1897, signiert. In: Eduard von Paulus und Eugen Gradmann (Hrsg.): Die Kunst- und Altertums-Denkmale im Königreich Württemberg. Inventar. Donaukreis. Bd. 1. Oberämter Biberach, Blaubeuren, Ehingen, Geislingen. Eßlingen a.N.: Paul Neff Verlag (Max Schreiber), 1914, S. 521 (ganzer Bd.) u. S. 65 (OA Ehingen).
- Schelklingen in früherer Zeit – Schelklingen in der Neuzeit, Rekonstruktion von Burg und Stadt, von Westen, unsigniert. Postkarte um 1900. Gehört wohl auch in die Serie „K. A. Kochs historische Ansichten“.
- Burg Tannenfels, Wandgemälde Wirtshaus  Nusplingen, signiert
- Kloster Urspring, Bauaufnahme und Grundriss, vor 1908, signiert. In: Eduard von Paulus und Eugen Gradmann (Hrsg.): Die Kunst- und Altertums-Denkmale im Königreich Württemberg. Inventar. Donaukreis. Bd. 1. Oberämter Biberach, Blaubeuren, Ehingen, Geislingen. Eßlingen a.N.: Paul Neff Verlag (Max Schreiber) 1914, S. 435 (ganzer Bd.) u. S. 115 (OA Blaubeuren).
- Burg Wehrstein.

### Ausmalungen und Restaurierungen
- 1906–1912: Ausmalung des grossen Deckengemäldes und des Kreuzwegs in der barocken Pfarrkirche Schörzingen[13].
- 1926: Restaurierung des Hochaltarbildes der St. Leonhard-Kapelle in Söflingen.
- Koch legte 1906, unterstützt von Pfarrer Heinrich Dörr und dem Mesner die Fresken der Galluskirche in Mühlheim an der Donau frei. Sie wurden ergänzend restauriert und das gesamte Kircheninnere renoviert.
- 1921 begannen die Arbeiten zur Ausmalung der St. Georgskirche in Aixheim durch A. Blepp unter der Leitung von Koch. Auf der rechten Seite über der Sakristei malte Koch die Läuterung der Seelen im Reinigungsort.

### Nachrufe
- K. E.: Zum Gedenken des Burgenforschers K. A. Koch. In: Blätter des Schwäbischen Albvereins Jg. 57 (1951), S. 78.
- Anonym: Dem Burgenforscher A. Koch zum Gedenken. In: Rottweiler Heimatblätter: Land und Leute – Gestern und heute aus Schwarzwald, Baar und Alb, hrsg. vom Rottweiler Geschichts- und Altertumsverein e. V. Rottweil: Verein (Beilage zu Schwarzwälder Volksfreund) Jg. 19 (1952), Nr. 6, S. 4 (ohne Seitenzahlen).

## Museale Aufarbeitungen auf Grundlage der Arbeiten von Konrad Albert Koch
- Erlebnistreffs Oberhohenberg Juni 2013.[14]
- Drei Schautafeln am Burgstall in Hossingen Juni 2013.[15]